# Pedro Fitz-James Stuart
Pedro Fitz-James Stuart y Colón de Portugal, IV marqués de San Leonardo (Madrid, 6 de noviembre de 1720 - 23 de julio de 1791), fue un marino español que llegó al cargo de capitán general de la Real Armada.

## Biografía
Era hijo de Jacobo Francisco Fitz-James Stuart y Burgh, segundo duque de Berwick y de Liria y futuro duque de Alba. Aunque empezó su carrera militar en la caballería, pasó a sentar plaza de guardiamarina en Cádiz en 1736, ascendiendo a teniente de navío un año después.
En 1740 había ascendido a capitán de fragata y estaba embarcado en la escuadra de Rodrigo de Torres, que recorrió las Antillas y Tierra Firme. Más tarde pasó a la escuadra de Blas de Lezo y estuvo presente en el famoso sitio de Cartagena de Indias que tuvo lugar en 1741, participando en la defensa a sus órdenes en el puesto de Boca Chica.
En enero de 1745 fue ascendido a capitán de navío, confiriéndole el mando de la fragata Aurora, que hacía el corso por el Mediterráneo. En 1750 se le confiere el mando de los navíos Dragón y América, ambos de 60 cañones. Sale con ellos a hacer el corso, siendo el segundo al mando el oficial de igual clase Luis de Córdova. 
En la acción del 28 de noviembre de 1751 capturan cerca del cabo de San Vicente dos navíos, resultando ser la capitana de Argel, el Danzik de 60 cañones, y escapando la almiranta, el Castillo Nuevo de 54 cañones. Por la victoria fue ascendido a jefe de escuadra.
Al mando de tres navíos y dos fragatas realiza comisión en el mar del Norte y posteriormente por el Mediterráneo. Le ascendieron a teniente general en 1757. Cumplió distintas misiones y mandos de escuadra, habiendo venido desde Nápoles a Barcelona de tercer jefe de la escuadra del marqués de la Victoria, que conduce a Carlos III y toda su real familia a España.
Fue ascendido a capitán general de la Real Armada en 1789, falleciendo poco después. Fue el último de los Colón que sirvió en la Armada, hasta el siglo XX.

### Matrimonio
Se casó con María Benita de Rozas y Drummond de Melfort, hija de José de Rozas y Meléndez de la Cueva, I duque de San Andrés, II conde de Castelblanco, capitán general y presidente de la Real Audiencia de Guatemala.